# Holden (cantante)
Holden, pseudonimo di Joseph Carta (Roma, 15 febbraio 2000), è un cantautore e produttore discografico italiano.

## Biografia

### Infanzia ed esordi
Nato a Roma nel 2000 e cresciuto nei quartieri dell'EUR e di Montagnola, Joseph Carta è il terzo ed ultimo figlio del cantantautore, chitarrista e produttore discografico Paolo Carta e della sua prima moglie Rebecca Galli; ha due fratelli biologici maggiori, Jader e Jacopo, e una sorellastra minore, Paola, nata dalla relazione del padre con la cantautrice Laura Pausini.
Il suo primo approccio alla musica è stato con le produzioni EDM e in seguito lavorando come DJ nelle discoteche romane. Dopo essersi diplomato presso il liceo linguistico Giuseppe Peano (RM), si è dedicato a tempo pieno scrivendo i suoi primi brani, prima in inglese e poi in italiano.

### 2019:Il giovane Holden
Il suo nome d'arte è nato come omaggio al romanzo Il giovane Holden dello scrittore statunitense J. D. Salinger, in cui l'artista si identifica nel protagonista Holden Caulfield.
Il 24 marzo 2019 ha pubblicato il suo primo EP d'esordio Il giovane Holden, in cui è incluso il brano omonimo insieme ai brani Se stavo bene con te e Io rimango qua. Nello stesso anno sono usciti i singoli Come le altre, Na na na (il quale è stato certificato disco d'oro seguito da un disco di platino), Non fa per me e Cadiamo insieme (certificato disco d'oro).

### 2020-2023:Prologoe inediti
Nel 2020 sono usciti i brani Fratè e Barriere e ha duettato nel brano Mondo sommerso di Lowlow. Nello stesso anno ha pubblicato i singoli Se un senso c'è e Flute, quest'ultimo brano ha visto la partecipazione di Gemello, che hanno anticipato il suo album d'esordio Prologo, pubblicato il 26 marzo 2021, dove sono stati inclusi anche i brani Alieno, Roma-Milano, Cliché in collaborazione con Coez e Quentin40, e Fallo tu per me. Il 22 ottobre 2021 il suo brano Accelero ancora è stato inserito nella colonna sonora del film Anni da cane, distribuito da Prime Video.
Nel 2022 sono usciti i singoli Farmi a pezzi, Tu lo sai già e Neon e ha duettato nel brano Con te di Gemello. Nel gennaio 2023 è uscito il singolo Lampi.

### 2023-2024: partecipazione adAmici 23eJoseph
Nel settembre 2023 ha partecipato ai provini della ventitreesima edizione del talent show musicale in onda su Canale 5 Amici di Maria De Filippi, accedendo poi alla fase iniziale. Nel febbraio 2024 ha ottenuto l'accesso alla fase serale del programma entrando a far parte della squadra capitanata dai professori Rudy Zerbi e Alessandra Celentano e nel maggio seguente è arrivato in finale, classificandosi terzo nella categoria canto e aggiudicandosi il premio delle radio.
Durante la partecipazione ad Amici ha pubblicato diversi brani inediti, tra cui Dimmi che non è un addio (realizzando il debutto più alto nella storia del programma dopo venti ore dall'uscita e venendo in seguito certificata disco d'oro) e Nuvola (anch'essa certificata disco d'oro, rendendo l'artista il primo allievo a certificare due brani diversi prima dell'inizio della fase serale del programma). Successivamente ha pubblicato i brani Solo stanotte e Randagi, inclusi nel suo secondo EP Joseph, pubblicato il 24 maggio 2024 che ha esordito alla sesta posizione nella classifica FIMI Album. Nello stesso EP sono stati inseriti anche i brani Ossidiana e Non siamo più noi due in duetto con Gaia. Nell'estate dello stesso anno si è esibito in diversi eventi musicali, tra cui il Future Hits Live, RDS Summer Festival, TIM Summer Hits, Battiti Live, 105 Summer Festival, Yoga Radio Bruno Estate e il Red Valley Festival.

### 2024-presente: progetti inediti eHolden tour
Il 3 novembre 2024, nel corso della sesta puntata della ventiquattresima edizione di Amici di Maria De Filippi, ha presentato in anteprima il suo nuovo brano Grandine, in collaborazione con Mew, uscito l'8 novembre, che ha poi esordito alla venticinquesima posizione della classifica Top Singoli.
Dal 13 al 29 novembre 2024 si è svolto da Firenze a Milano l'Holden tour, il suo primo tour nei principali club della penisola che ha registrato il tutto esaurito nelle date di Roma, Milano, Bologna e Torino. Il 18 aprile 2025 è uscito il singolo Autodistruzione, seguito il 27 giugno dal singolo Baby drive.

## Discografia

### Album in studio
- 2021 – Prologo

### EP
- 2019 – Il giovane Holden
- 2024 – Joseph

### Singoli
Come artista principale
- 2019 – Il giovane Holden
- 2019 – Se stavo bene con te
- 2019 – Io rimango qua
- 2019 – Come le altre
- 2019 – Na na na
- 2019 – Non fa per me
- 2019 – Cadiamo insieme
- 2020 – Fratè
- 2020 – Barriere
- 2020 – Se un senso c'è
- 2020 – Flute (feat. Gemello)
- 2021 – Alieno
- 2021 – Roma-Milano
- 2021 – Cliché (feat. Coez e Quentin40)
- 2021 – Fallo tu per me
- 2022 – Farmi a pezzi
- 2022 – Tu lo sai già
- 2022 – Neon
- 2023 – Lampi
- 2023 – Dimmi che non è un addio
- 2023 – Nuvola
- 2024 – Solo stanotte
- 2024 – Randagi
- 2024 – Grandine (feat. Mew)
- 2025 – Autodistruzione
- 2025 – Baby drive

Come artista ospite
- 2020 – Mondo sommerso (Lowlow feat. Holden, dall'album Dogma 93)
- 2022 – Con te (Gemello feat. Holden, dall'album La Quiete)

## Tournée
- 2024 – Holden tour

## Programmi televisivi
- Amici di Maria De Filippi 23 (Canale 5, 2023-2024) - concorrente

## Riconoscimenti
- Amici di Maria De Filippi
  - 2024 – Premio delle radio[35]